# ひとつだけ (ケラケラの曲)
「ひとつだけ」は、ケラケラの4作目のシングル。2014年1月29日にユニバーサルシグマから発売された。

## 収録曲
1. ひとつだけ （4:11）
  - 作詞：ふるっぺ、森さん /作曲：ふるっぺ / 編曲：松岡モトキ

映画『僕は友達が少ない』主題歌
CM「WILLER EXPRESS 西日本」タイアップ
2. ココロトリコキミに （4:06）
  - 作詞：ふるっぺ、森さん /作曲：ふるっぺ / 編曲：久保田真悟、栗原暁
3. このまち （4:56）
  - 作詞：MEME、矢野まき /作曲：MEME、松岡モトキ / 編曲：松岡モトキ
4. 流星（4:09）
  - 作詞・作曲：小渕健太郎 / 編曲：栗原暁、久保田真悟

コブクロの楽曲「流星」のカバー。
5. ひとつだけ (路上ライブバージョン)
6. ひとつだけ (Inst.)